# Patrick Nguema Ndong
Pour les articles homonymes, voir Ndong et Nguema.
Patrick Nguema Ndong est un Franco-Gabonais, né à Royat (France) en 1957 et mort le 23 décembre 2021 à Libreville (Gabon), producteur, présentateur et spécialiste des sciences occultes de la radio Africa Nº1.
Il est connu pour sa connaissance des sciences occultes qu’il exposa dans Africa Vie Magazine dont l'émission Triangle la première partie.

## Biographie

### Études
Patrick Nguema Ndong est titulaire d’un master de littérature comparée et d’études religieuses à l’université d’Indiana aux États-Unis.

### Carrière
L’aventure mystérieuse est un film radiophonique (radio drama) produit par Patrick Nguema Ndong, réalisé autour d’une idée originale des auditeurs, ou d’une idée personnelle de Patrick lui-même.
Ce film sonore existe depuis près de 20 ans, et est écrit à la manière du monde fantastique de Marvel. Il reproduit des histoires où le mystérieux est le thème principal. Le sorcier Fifion Ribana, le général Mangani Mangwa ou le professeur Eubénézer Euthanazief sont souvent les principaux personnages dans la ville imaginaire de Bangos.
La production et la conception de l'aventure sont l’œuvre de Patrick Nguema Ndong, assisté de Dalin Etoumbi Fouari, qui est également son manager et ami. 
Il anime sur Africa Radio l’émission Triangle, liée aux sciences occultes.
Il publie un livre intitulé Rêves de serpent » dans lequel il donne la signification de 20 rêves d'auditeurs.

### Arts martiaux
Après une formation en karaté shotokan, Patrick Nguema Ndong étudie le viet vo dao, art martial vietnamien. 5e dan de l'école tahn long, il a enseigné à ELI dans le quartier ancien sobraga à Libreville au Gabon.